# Desoxirribonuclease

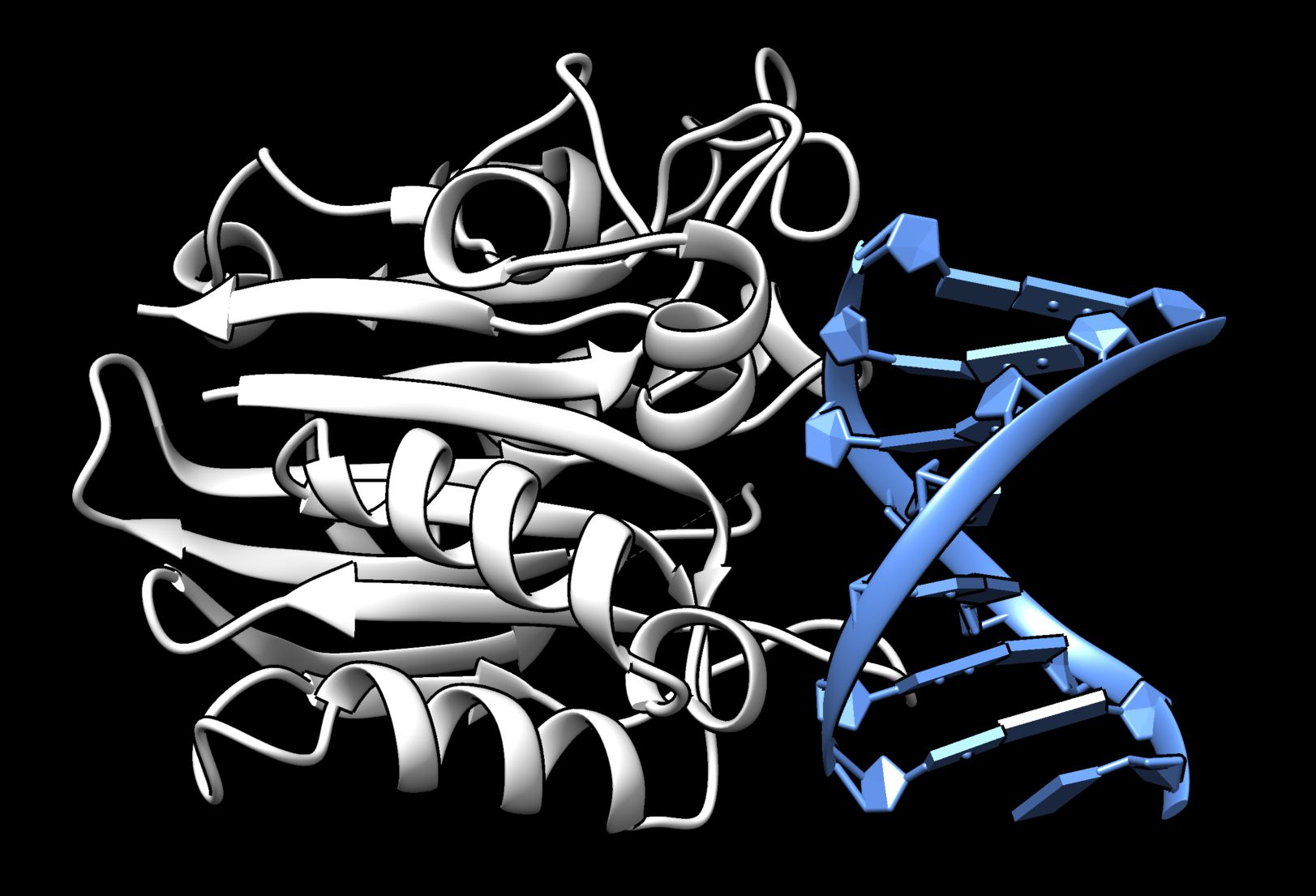
Estrutura da DNASE1 bovina (branca) ligada ao DNA (azul).

A  desoxirribonuclease (DNase) é uma enzima que catalisa a clivagem hidrolítica de ligações fosfodiéster na estrutura do ADN. As desoxirribonucleases são um tipo de nucleases. Uma grande variedade de desoxirribonucleases são conhecidas, que diferem na especificidade para os substratos, mecanismos químicos e funções biológicas.